# Megachile meruensis
Megachile meruensis är en biart som beskrevs av Heinrich Friese 1909. Megachile meruensis ingår i släktet tapetserarbin, och familjen buksamlarbin. Inga underarter finns listade i Catalogue of Life.